# پوسام گریپ (آرکانزاس)
پوسام گریپ (به انگلیسی: Possum Grape) یک منطقهٔ مسکونی در ایالات متحده آمریکا است که در شهرستان جکسون، آرکانزاس واقع شده‌است. پوسام گریپ ۷۴٫۰۷ متر بالاتر از سطح دریا واقع شده‌است.